# Eurytoma ephedrae
Eurytoma ephedrae är en stekelart som beskrevs av T.C. Narendran och Prabha Sharma 2006. Eurytoma ephedrae ingår i släktet Eurytoma och familjen kragglanssteklar. Inga underarter finns listade i Catalogue of Life.